# Ginástica artística nos Jogos Pan-Americanos de 2019 - Barra fixa
A competição da barra fixa masculino foi um dos eventos da ginástica artística nos Jogos Pan-Americanos de 2019. Foi disputada no Polideportivo Villa El Salvador no dia 31 de julho. 

## Calendário
Horário local (UTC-5).
| Data        | Horário | Fase  |
| ----------- | ------- | ----- |
| 31 de julho | 15:10   | Final |

## Medalhistas
| Ouro   | BRA Francisco Barretto Júnior |
| Prata  | BRA Arthur Mariano            |
| Bronze | CUB Huber Godoy               |

## Resultados

### Qualificação
| Pos. | Ginasta                       | Barra fixa | Notas |
| ---- | ----------------------------- | ---------- | ----- |
| 1    | BRA Arthur Mariano            | 14.400     | Q     |
| 2    | BRA Francisco Barretto Júnior | 14.050     | Q     |
| 3    | CUB Huber Godoy               | 13.600     | Q     |
| 4    | CAN René Cournoyer            | 13.550     | Q     |
| 5    | CUB Samuel Adam Zakutney      | 13.500     | Q     |
| 6    | COL Carlos Alberto Calvo      | 13.400     | Q     |
| 7    | MEX Daniel Corral             | 13.300     | Q     |
| 8    | COL Andrés Felipe Martínez    | 13.200     | Q     |
| 9    | USA Genki Suzuki              | 13.200     | R     |
| 10   | USA Grant Breckenridge        | 14.650     | R     |
| 11   | MEX Isaac Nuñez               | 13.100     | R     |

### Final
| Pos.              | Ginasta                       | Barra fixa | Notas |
| ----------------- | ----------------------------- | ---------- | ----- |
| Medalha de ouro   | BRA Francisco Barretto Júnior | 14.566     |       |
| Medalha de prata  | BRA Arthur Mariano            | 14.533     |       |
| Medalha de bronze | CUB Huber Godoy               | 14.200     |       |
| 4                 | CAN Samuel Adam Zakutney      | 13.966     |       |
| 5                 | CAN René Cournoyer            | 13.833     |       |
| 6                 | USA Genki Suzuki              | 13.800     |       |
| 7                 | COL Carlos Alberto Calvo      | 13.666     |       |
| 8                 | COL Andrés Felipe Martínez    | 13.233     |       |